# 奥克帕腊河
6°26′N 2°33′E / 6.433°N 2.550°E
奥克帕腊河（Okpara）是贝宁的一条河流。该河发源于贝宁中部，两次流入贝宁，是尼日利亚和贝宁的界河，流入大西洋。